# Рижская экспериментальная автомобильная фабрика
Рижская экспериментальная автомобильная фабрика, РЭАФ (латыш.  Rīgas Eksperimentālā Automobiļu Fabrika, REAF) — небольшой завод по выпуску легковых автомобилей, располагавшийся в Риге. Это был первый завод по производству автомобилей в послевоенной Латвии.

## История
Завод начал свою работу в 1947 году, когда на базе небольшого металлообрабатывающего завода на ныне не существующей улице Алкшню на Саркандаугаве основали «Рижскую экспериментальную фабрику» (REF), которую позднее переименовали в «Рижскую экспериментальную автомобильную фабрику» (REAF). Инициатором был Всеволод Бахчиванджи — инженер-капитан, брат знаменитого лётчика-испытателя Григория Бахчиванджи. Целью завода являлось создание и производство недорогого компактного автомобиля, в котором были заинтересованы мобильные подразделения Красной армии.
Тем не менее власти Латвии рассматривали выпуск автомобилей как опрометчивое решение. Целый год прошёл в обсуждениях и жалобах, пока Вилис Лацис не написал на одной из жалоб своё решение:
В течение ближайшего времени все споры относительно производства микролитражного автомобиля должны быть решены.
В 1948 году местные органы власти решили, что проектируемый автомобиль должен быть представлен до конца года. Только после этого идея В. Бахчиванджи была профинансирована. Но несмотря на крупные инвестиции в разработку автомобиля (около 1 млн рублей), за три года работы были продемонстрированы только два прототипа, которые показали низкие результаты на испытаниях в НАМИ, где решение комиссии было таковым:
Проект непригоден для внедрения, а сам автомобиль признан неэкономичным.
Поэтому в 1951 году было принято решение о слиянии РЭАФ и Рижского авторемонтного завода № 2 и создании на их базе Рижской автобусной фабрики.